# Likstammen
Likstammen är en sjö i Gnesta kommun och Nyköpings kommun i Södermanland och ingår i Svärtaåns huvudavrinningsområde. Sjön är 27 meter djup, har en yta på 9,56 kvadratkilometer och befinner sig 25,1 meter över havet. Sjön avvattnas av vattendraget Svärtaån (Sundbyån) till Östersjön.
Likstammen är belägen på gränsen mellan de två historiska häraderna Rönö och Daga.
Enligt uppgift från Svenska Jägareförbundet (se länk nedan) beror sjöns namn på att den har tre ungefär lika stora "flikar" (vikar), vilka löper ut från sjöns mitt.  Den norra fliken har i sig två flikar så många anser att Likstammen har fyra flikar.
Ovanstående förklaring motsägs av historiska kartor, där namnet är angivet till "Sjön Liks Dammen". Ordet "liks" i äldre svenska är synonym för den eller det bästa, således skulle förklaringen till namnet var den bästa sjön.
I närheten av sjön, närmare bestämt vid Malmasjön invid Öster Malma slott, ligger Stockholms universitets fältstation Tovetorp. Öster Malma slott ligger cirka 1 km väster om sjöns sydvästra flik. I detta område ligger även Malma kulle. I sjöns norra flik sticker Utnäset med naturreservatet Utnäset ut. På den smalaste delen av näset ligger fornborgen Lundby skans. Sjöns sydöstra flik sträcker ned mot Lästringe.
Likstammen är uppdelad mellan fyra historiska socknar: Lästringe socken, Ludgo socken, Björnlunda socken samt Frustuna socken. Ludgo och Lästringe ligger i Rönö härad. De andra två ligger i Daga härad.

## Delavrinningsområde
Likstammen ingår i delavrinningsområde (653690-158240) som SMHI kallar för Utloppet av Likstammen. Medelhöjden är 39 meter över havet och ytan är 49,12 kvadratkilometer. Räknas de 5 avrinningsområdena uppströms in blir den ackumulerade arean 58,73 kvadratkilometer. Avrinningsområdets utflöde Svärtaån (Sundbyån) mynnar i havet. Avrinningsområdet består mestadels av skog (63 procent). Avrinningsområdet har 10,44 kvadratkilometer vattenytor vilket ger det en sjöprocent på 21,2 procent.